# Censimento degli Stati Uniti d'America del 1850

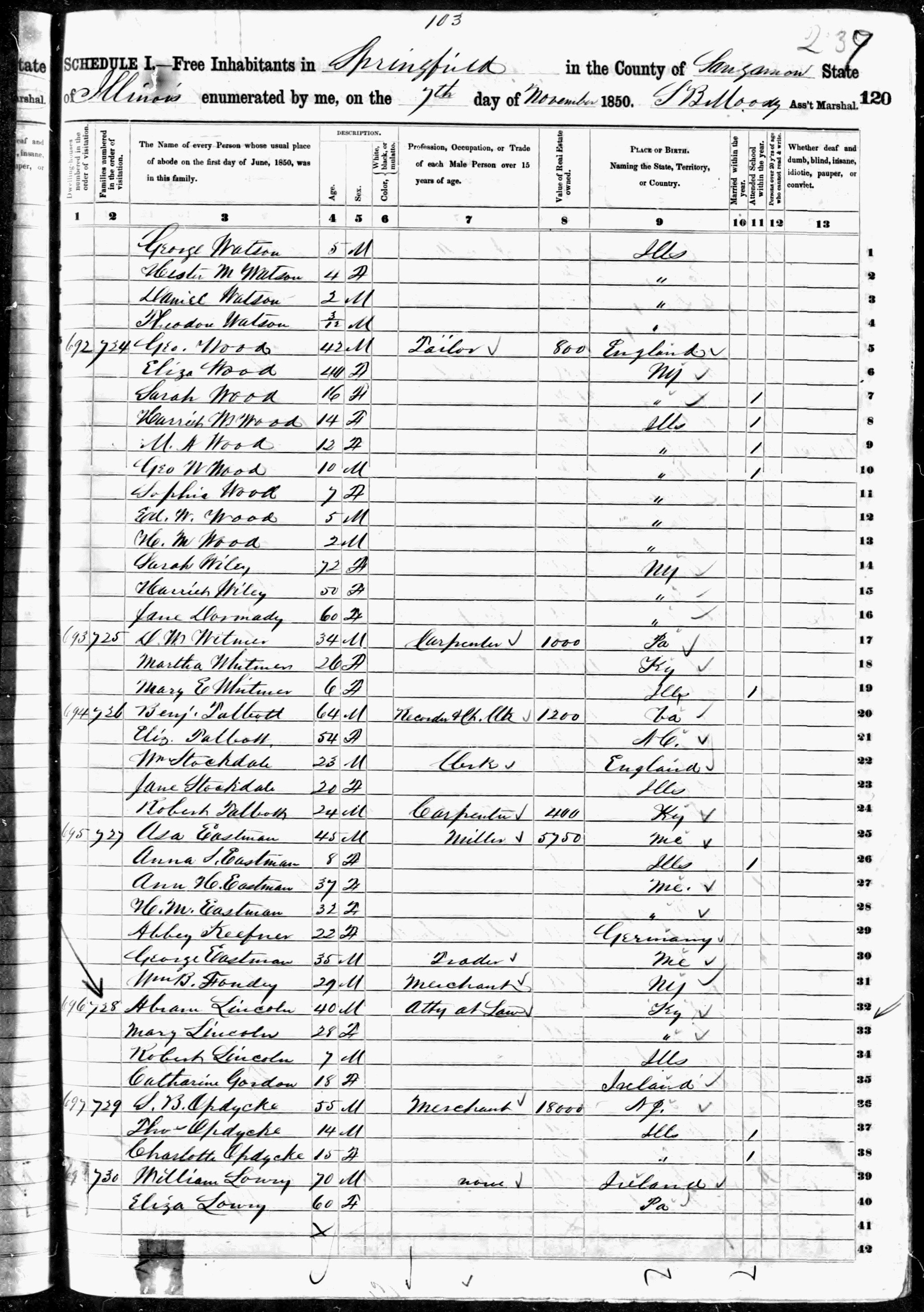
Registro compilato tratto dal censimento del 1850, con le informazioni su Abraham Lincoln

Il censimento degli Stati Uniti d'America del 1850 fu il settimo censimento condotto negli Stati Uniti d'America. Fu indetto il 1º giugno 1850 durante la breve presidenza di Zachary Taylor. Determinò che la popolazione residente era composta da 23.191.876 persone con un incremento del 35,9 percento rispetto al censimento degli Stati Uniti d'America del 1840.
La popolazione includeva 3.204.313 schiavi.
Fu il primo censimento in cui vi è stato un tentativo di raccogliere informazioni su ogni singolo membro di ogni famiglia, tra cui donne, bambini e schiavi. Prima del 1850, documenti di censimento registravano solo il nome del capo della famiglia oltre ad una statistica degli altri membri della famiglia (come ad esempio tre bambini sotto i cinque anni, una donna di età compresa tra 35 e 40)
È stato anche il primo censimento dove veniva chiesto il luogo di nascita.

## Domande del censimento
Il censimento del 1850 raccoglieva le seguenti informazioni:
- nome
- Indirizzo
- età
- sesso
- Colore (bianco, nero o mulatto) per ogni persona
- Se sordo e muto, cieco, folle o idiota
- Valore degli immobili di proprietà (richiesto per tutte le persone libere)
- Professione, (professione o commercio) di ogni maschio oltre 15 anni di età
- Posto (stato, territorio o paese) di nascita
- Se sposato/sposata entro l'anno
- Se si è frequentata la scuola entro l'anno
- Se in grado di leggere e scrivere (per le persone con più di 20 anni)
- Se povero o condannato